# Gerrhonotus ophiurus
Gerrhonotus ophiurus là một loài thằn lằn trong họ Anguidae. Loài này được Cope mô tả khoa học đầu tiên năm 1867.